# パネルでポン
『パネルでポン』（Panel de Pon）は、任天堂開発第一部とインテリジェントシステムズがスーパーファミコン用のゲームソフトとして共同開発し、1995年10月27日に任天堂が日本で発売したアクションパズルゲーム、およびそのシリーズ作品の総称。略称はパネポン。日本国外版では主に“Puzzle League”（パズルリーグ）のシリーズ名称が使われている。
スーパーファミコン版の発売以降は、任天堂の主要ゲーム機に対し、登場キャラクターを変更または削除する、ゲームモードを追加するなどのリメイクを施した移植が繰り返し行われている。

## シリーズ作品
パネルでポン
スーパーファミコン用ソフト。1995年10月27日発売。この版はバーチャルコンソール対応ソフトとしてWiiに移植され、日本では2007年11月27日に、韓国では2008年9月30日に供給が開始された。また、2013年5月29日から日本のWii Uの、2016年8月9日からNewニンテンドー3DSのバーチャルコンソールで配信されている。2017年10月5日発売の復刻版「ニンテンドークラシックミニ スーパーファミコン」（日本版のみ）に21種類のソフトのひとつとして内蔵された。2020年5月20日には『スーパーファミコン Nintendo Switch Online』向けのソフトとして配信、欧米では日本版をそのまま配信するという形で初めてリリースされた。
ヨッシーのパネポン
ゲームボーイ用ソフトとスーパーファミコン用ソフトの2作品が存在する。ゲームボーイ版は1996年10月26日発売。スーパーファミコン版はサテラビュー用データ放送番組として1996年11月3日から供給が開始され、2000年6月30日まで再放送が繰り返された。2013年12月11日からゲームボーイ版が日本のニンテンドー3DSバーチャルコンソールで配信されている。
ポケモンでパネポン
ゲームボーイカラー専用ソフト。2000年9月21日発売。
Pokémon Puzzle League（ポケモンパズルリーグ）
NINTENDO 64用ソフト。北米で2000年9月、ヨーロッパで2001年3月に発売された。この版はバーチャルコンソール対応ソフトとしてWiiに移植され、北米・ヨーロッパ・オセアニア地域において2008年5月に供給が開始された。いずれも日本未発売。
NINTENDOパズルコレクション
ニンテンドー ゲームキューブ用ソフト。2003年2月7日発売。他の任天堂製パズルゲームとともに、スーパーファミコン版のリメイクおよび後継作に相当するゲームキューブ版とゲームボーイアドバンスへの転送版を『パネルでポン』の名で収録。日本国内のみで発売。
ドクターマリオ&パネルでポン
ゲームボーイアドバンス用ソフト。2005年9月13日発売。『ドクターマリオ』と一緒に『パネルでポン』を収録。
パネルでポンDS
ニンテンドーDS用ソフト。2007年4月26日発売。
ちょっとパネルでポン
ニンテンドーDSi用ソフト。ニンテンドーDSiウェアとして2009年1月28日配信開始。『パネルでポンDS』から、1人用ゲームの一部を抜粋したダウンロード販売版。

## 概要
パズルゲームの中でもアクションパズルに分類され、さらに落ち物パズルの亜種（マッチ3ゲーム）に分類されることもある対戦型パズルゲーム。プレイヤーはゲームフィールド内のカーソルを操作し、カーソル内の左右に隣合う2枚のパネルまたはパネルと空間を入れ替え、同じ柄のパネルを縦か横に3枚以上並べて消す。時間経過またはプレイヤーの操作により横に6枚並んだパネルの列がせり上がり、いずれか一か所でも天井に触れると敗北（1人用モードではゲームオーバー）となる。連鎖をするなどの条件を満たすことによって、消去に手間のかかる「おじゃまパネル」を相手のフィールドへ送り込むことができ、相手の敗北を誘うことができる。その他にも先にクリアラインより上のパネルを消しきると勝利、最も点数の高いプレイヤーが勝利といった多数のルールが存在する。また、おじゃまパネルが登場せずスコアやクリア時間を競う1人用のモードもある。
落ち物パズルの常として高度な「連鎖」を仕込むことが高得点や勝利への近道となるが、このゲームではゲーム中常にカーソルへのキー入力が受け付けられ、パネルの消去中にも他のパネルの移動や消去が可能とされており、連鎖の途中でもその連鎖の続きを新たに組むことができる。このようにして作られた連鎖をアクティブ連鎖と名づけ、「仕込み」と「アクション」の絶妙なバランスを成り立たせたことが特徴である。アクティブ連鎖の導入は単純明快な基本ルールと合わせ高評価が与えられた。しかし既存の落ち物パズルとは操作方法が異なり、アクティブ連鎖の習得に慣れと練習が必要となることから支持者は限られ、広報活動の失敗から広く普及もしなかった。
任天堂はマイナー作品からの脱却を狙い、リメイク作においては自社の人気キャラクターを起用する、自社の有名なパズルゲームとカップリングして発売する、定価を抑える、テレビCMにタレントを起用するなどの販売戦略を取ったが、いずれも大幅な普及促進には繋がらなかった。さらに度重なる登場キャラクターの交代と削除は、ファン層を分裂させる原因にもなった。

### 企画から発売まで
『ヨッシーのクッキー』や『テトリスフラッシュ』などを企画制作した任天堂開発第一部がインテリジェントシステムズとともに新たなスーパーファミコン用パズルゲームとして企画し、インテリジェントシステムズの開発チーム「チーム・バトルクラッシュ」と共同制作した。このチーム名は開発スタッフの重複した『スペースバズーカ』の英題から取られた。プロデューサーは横井軍平、ディレクターは山本雅央、山上仁志、村松敏孝、メインプログラムは山本晋也、音楽は葛目将也。企画段階において横井が15パズルを原型としたパズルゲームを提案し、15パズルの存在を知らなかった山上がパネルを入れ替えて運ぶ、せり上がるパネルが並ぶと消えるなどの基本ルールを発案した。村松はグラフィックを中心にゲーム全般のデザインを手がけた。後の移植作品のスタッフロールにおいて山上と村松は原案者としてクレジットされた。
完成後は他の任天堂作品との発売スケジュールの兼ね合いから1995年10月に急遽発売されたが、売り上げは関係者の期待を下回った。後に開発スタッフは年末商戦前に十分な広報活動ができないまま発売されたこと、当時次世代ゲーム機と呼ばれたセガサターンやプレイステーション、さらにはスーパーファミコンの中でも次々発売された大作ソフトに埋もれたこと、面白く感じるまでに時間と練習が必要となるハードルの高さなどを販売不振の要因として挙げた。

### 雑誌メディアによる評価
『ファミリーコンピュータMagazine』の読者投稿によるゲーム通信簿では6要素30満点中平均20.8点、キャラクターやオリジナリティなどの各要素においても5点満点中平均3点以上・4点未満と佳作程度の評価が与えられた。『週刊ファミコン通信』のクロスレビューでは4人の編集者のうち3人が10点満点中7点を付け、残りの1人は8点を付けるとともに今週のおすすめソフトの1つとして推薦した。彼らはパズルゲームとしての新鮮さはないとしながらも、アクティブ連鎖と向上心を煽られやめられない「中毒性の高さ」を評価した。後に創刊されたレトロゲーム専門誌『ユーズド・ゲームズ』では「マイナーゲームの名作」として良好な評価を与えた紹介記事や開発者インタビューを掲載し、2003年8月に開催した自誌イベントでは大会を実施した。

### 移植とキャラクターの交代
スーパーファミコン版『パネルでポン』には妖精の少女を中心としたオリジナルキャラクターが起用されたが、アメリカ版を制作する際、現地スタッフから絵柄について日本アニメに親しんでいる人にしか受けないだろうと言われたことを受け、以降の作品では任天堂の別作品のキャラクターが用いられるようになった。
1996年には『スーパーマリオ ヨッシーアイランド』のキャラクターに変更した『ヨッシーのパネポン』を制作・発売した。『パネルでポン』の日本国外版となるスーパーファミコン版と携帯ゲーム機への移植となるゲームボーイ版の2作が制作された。日本ではスーパーファミコン版はサテラビュー向け放送番組として無料で配信され、ゲームボーイ版のみ市販された。ゲームボーイ版はハードの能力により操作方法やゲーム内容に変更が加えられた。
2000年には『ポケットモンスター 金・銀』のキャラクターに変更したゲームボーイカラー版『ポケモンでパネポン』が発売された。ゲームボーイ版ヨッシーのパネポンを原型に操作感覚をよりスーパーファミコン版に近づけたもので、新要素も多数追加されている。北米やヨーロッパなど日本国外ではNintendo Software Technology Corporationが開発し、アニメ『ポケットモンスター』のキャラクターを起用したNINTENDO64版『Pokémon Puzzle League』も発売されたが、日本では発売されなかった。

### 2代目妖精キャラクターの起用
2003年のゲームキューブソフト『NINTENDOパズルコレクション』には『Pokémon Puzzle League』を改変し、1作目に登場した妖精の娘たちに相当する2代目キャラクターを起用したゲームキューブ版と新規に制作されたゲームボーイアドバンス転送版の、2つの新たな「パネルでポン」が収録された。日本国外では、これらの版は発売されなかった。

### キャラクターの排除へ
2005年の『ドクターマリオ&パネルでポン』は、それまでの特徴だったキャラクターを排除した上で演出も抑え、廉価版として発売された。2007年に発売された『パネルでポンDS』では未来をテーマとした今までにないデザインに進化し、本体の縦持ちとタッチペンによるパネルの直接操作を基本とし、ニンテンドーWi-Fiコネクションによるネットワーク通信対戦機能を初めて追加した。
いずれもそれまでの作品における特徴であったキャラクターによる演出を排除し、勝ち抜き形式により物語が進展するコンピュータ戦も廃止され、マルチプレイと同じルールでコンピュータと戦えるようになった。さらに『パネルでポンDS』ではゲームスピードの減速により難度の引き下げが図られた。

### ダウンロード販売による再供給
2007年から2008年にかけて旧機種用ソフトがWiiのダウンロード販売ソフト・バーチャルコンソール対応ソフトとして供給され、日本と韓国ではスーパーファミコン版『パネルでポン』が、北米・ヨーロッパ・オセアニア地域では『Pokémon Puzzle League』が供給された。
2009年にはニンテンドーDSiのダウンロード販売ソフト・ニンテンドーDSiウェアとして、『パネルでポンDS』のゲームモードを抜粋した『ちょっとパネルでポン』が供給された。
2020年にはNintendo SwitchのNintendo Switch Online加入者向けのソフト『スーパーファミコン Nintendo Switch Online』内でスーパーファミコン版『パネルでポン』が供給された。

## ゲームモード
ゲームモード名は機種により異なる場合がある。開始の合図は全作共通で「READY、3、2、1、（開始音）」。

### 1人用
エンドレス
ゲームオーバーになるまでひたすらパネルを消し続けるゲーム。得点によりゲームオーバー後の展開が変化し、規定の得点を獲得した後にゲームオーバーになると連鎖や同時消しの回数やスタッフロールを見ることができる。機種や設定により異なるが99,999点または999,999点獲得するとその時点で得点表示部が止まる。この現象はカウンターストップまたはカウントストップ、略してカンストと呼ばれる。慣れるとゲームオーバーになりにくくなるため、上級者間ではカンストに到達した時間を競うこともある。
スコアアタック
2分間の制限時間内でどれだけ得点を獲得できるか試すゲーム。時間内にゲームオーバーになった場合には無効となる。ゲームキューブ版の制限時間はバグにより若干多い。『パネルでポンDS』ではタイムアタックの1ゲームとして収録された。
ステージクリア
ゲームオーバーにならないようパネルを消し続け、ゲームフィールドに表示される横線「クリアライン」より上にパネルがなくなり、かつパネル消去が行われなくなった時点で「ステージクリア」となるゲーム。5問を1ラウンドとして全6ラウンド行い後のステージほどゲームスピードが上がり難しくなる。また途中には連鎖や同時消しによってメーターを0にするとクリアになるステージも挿入される。ステージ数はGC版まではクリアライン30問とボスステージとしてラウンド3、ラウンド6の後にメーターステージが1問ずつ、計32問。GBA版以降は各ラウンドの最終問題がメーターとなりクリアライン24問、メーター6問の計30問。
パズル
決められた入れ替え回数で画面上に存在する全てのパネルを消すゲーム。版によっては入れ替えるパネルを表示するヒント機能が用意され、残りヒント表示回数の消費や経過時間増加のペナルティなどによりこの機能の利用ができる。
アクティブパズル
『DS』に登場。手数制限がない代わりに、連鎖を途切れさせずに全てのパネルを消さなければならない。
ミッション
『DS』に登場。「全て消す」「平らにする」などの課題が出され、左画面のヒントを頼りに課題を攻略する。
VS.（VS.COM）
コンピュータと対戦するストーリーモードでゲームのメインとなるモード。機種ごとに対戦ルールやストーリーが異なり、さらにゲームレベルやコンティニューの有無によりストーリー展開が変化する作品もある。
据え置きゲーム機版では、連鎖することで「おじゃまパネル」を送り込むなどして相手をゲームオーバーにすれば勝利。おじゃまパネルはパネルをおじゃまパネルにくっつけて消すことで通常のパネルに変化する。通常、このおじゃまパネルが通常のパネルに変化する際、さらにおじゃまパネルが隣接していればまとめて通常のパネルになるが、下側一列だけ通常パネルになりサイズダウンする縦長のおじゃまパネルや、おじゃまパネルの連鎖消去では変化せず並べたパネルの消去でのみ変化する灰色のおじゃまパネルも存在する。
ゲームボーイ版『ヨッシーのパネポン』、『ポケモンでパネポン』では連鎖などで相手のヒットポイントを0にすれば勝利。『ドクターマリオ&パネルでポン』や『パネルでポンDS』にはストーリー展開はなく、GBA版は20段階のCOMレベルから選んで一戦限りの勝負を、DS版は最大10連戦を行うもの（勝利しても先に進まず同じステージをやり直すことも可能）となっている。また、DS版ではどこから始めるのかを最初に自分で決める。種目はマルチプレイと同じ。
難易度はSFC版では4段階、GC版では5段階、DS版では3段階から選ぶ。また、他のモード同様GBA版以降は難易度に応じてパネルの落下スピードも上がる。
おじゃまアタック
VS.モードに登場するおじゃまパネルが降ってくるエンドレス。『ポケモンでパネポン』で初登場した。この他には『NINTENDOパズルコレクション』のゲームボーイアドバンス転送版、『ドクターマリオ&パネルでポン』に収録。『パネルでポンDS』ではこのルールは「オジャマチャレンジ」の名で収録され、「オジャマアタック」はタイムアタックになり、無限に積み重なったおじゃまパネルたちをどこまで崩せるかを競う全く違うモードになっている。

### 2人-4人用
プレイヤー同士で対戦するゲーム。3-4人の多人数対戦は『NINTENDOパズルコレクション』のゲームキューブ版、『パネルでポンDS』に搭載された。
スコアアタック
相手と同時にゲームを開始し2分間で獲得できる得点を競う。2人対戦ではゲームオーバーになったプレイヤーはその時点で負けとなる。3-4人対戦の場合、ゲームオーバーになっても制限時間内であればやり直しが可能だが、得点は0点にリセットされる。『パネルでポンDS』では2人でもやり直しできる。
VS.（おじゃまたいせん）
おじゃまパネルを送り合う対戦ゲーム。ゲームオーバーになったプレイヤーから脱落し、最後の一人になったプレイヤーが勝ち。3人以上でプレイしていて1位と2位が決定していない場合、脱落者はゲームを再開し、順位の決定していないプレイヤーを攻撃することができる。ゲームを再開した脱落者は攻撃されず、ゲームオーバーにもならない。
3人以上でプレイしている場合、GC版ではパネルの色で誰を攻撃するかが決まっているが、DS版ではこれは廃止され、必ず脱落者を除く他の全員を攻撃する。
ステージクリア
このゲームモードの対戦機能は2000年の『ポケモンでパネポン』と“Pokémon Puzzle League”以降導入された。相手より先にクリアライン上のパネルを無くせば勝ち。2人対戦ではゲームオーバーになったプレイヤーはその時点で負けとなる。3-4人対戦の場合、ゲームオーバーになっても1位のプレイヤーが決定するまでやり直しが可能。ただしパネルは最初の形に戻る。『パネルでポンDS』では2人でもやり直しできる。
なお、マルチプレイでのやり直し時はGC版ではしばらく間を置いて、DS版では開始時と同じく「READY、3、2、1、」に続いて再スタート。

## パネルでポン
データ容量を8メガビットの低容量に抑えたこと、さらにはソフト価格を引き下げた他社の次世代ゲーム機に対抗し、希望小売価格は当時のスーパーファミコン用ソフトの半額から2/3程度に設定された。1997年にはニンテンドウパワー書き換えソフトとしての供給も開始され、2007年のサービス終了まで供給が続けられた。いずれも内容に差異はない。日本では2007年11月27日からWiiのバーチャルコンソール対応ソフトとして供給が開始され、2013年5月29日からWii Uの、2016年8月9日からNewニンテンドー3DSのバーチャルコンソール対応ソフトとして供給が開始された。2020年5月20日には『スーパーファミコン Nintendo Classics』にて配信がされた。
物語の舞台は自然を司る妖精の住む世界「ポップルス」とし、主人公には華やかな衣装とアクセサリーを身に付け、魔法のステッキを持ち、さらにはお供の小動物を連れた妖精の少女「花の妖精リップ」を起用するなど、魔法少女作品のような設定にされた。1人用のVSモードでは、リップを中心とした妖精の少女たち9人と、ポップルスの征服を企む魔王サナトスらモンスター一味、サナトスを影から操る女神コーデリアとの戦いが描かれる。
ゲーム画面やメニュー画面の構成、ゲームモードなどのシステム、キャラクターそれぞれに別の掛け声・ゲーム画面のBGMと背景を用意する、ゲームモードごとに異なるエンディングを用意する演出手法、多数用意された隠しコマンドや裏技などの要素は後の移植作品にも継承され、シリーズの基礎を築いた。

### ストーリー（パネルでポン）
魔王サナトスとその手下が妖精の世界ポップルスを我が物にしようと魔法で雨を降らせ、妖精達には互いにケンカをさせる魔法をかけた。唯一この魔法から免れた花の妖精リップは魔法のステッキの力を借り、仲間にかけられた魔法を解きながらサナトス達の潜むデスマウンテンへ向かう。
一人用の『VS』でのプレイヤーキャラクターは主人公のリップで固定だが、9面のボス戦以降は仲間になった妖精を含めて9人の中から選ぶことが出来る。なお、リップ以外の妖精はプレイヤー側で一度でも敗北すると離脱してしまい、以降は使用不可能となる、キャラクター。
HARD以上をクリアするとエンディングを見ることができ、主人公のリップがコンティニューを1度でもしている場合はコーデリアの提案をリップが自身の意向から辞退するバッドエンド、1度もコンティニューせずにクリアすると提案を素直に受け入れるグッドエンドとなる。なお、いずれの場合もスタッフロール後の展開（HARDはHARD+のコマンドに関するメッセージ、HARD+はエンドカード）は変化しない。

### サテラビュー放送作品
以下はサテラビュー用のイベントゲームとして放送が行われた改変作品となる。
パネルでポン イベントバージョン
1995年10月から放送開始。製品版の発売を前に体験版を兼ねたランキングイベント用ゲームとして放送され、イベント終了後の1996年度にも体験版として放送された。
パネルでポン イベントバージョン2
1996年1月から約1か月間放送。内容を変更し再度イベントを実施した。3人の妖精と対戦しその残り時間でスコアアタックに挑む。
パネルでポン イベント'98
1997年12月末から1998年1月に放送。1997年度にサテラビュー向けデータ放送にて実施されたイベントゲーム企画「マンスリーイベント」の1998年1月分作品として放送された。1人用と2人用の2ゲームが用意され、1人用ではステージクリアモードの得点が、2人用ではスコアアタックの合計得点が競われた。

## ヨッシーのパネポン
ヨッシーのパネポンはスーパーファミコン版とゲームボーイ版の2作が存在する。日本国外では『パネルでポン』の妖精キャラクターが受け入れられないと判断されたため、ヨッシーをはじめとした『スーパーマリオ ヨッシーアイランド』のキャラクターを起用した。このためヨッシーアイランドの外伝作品ともなったが、赤ちゃんマリオは登場せずにクッパは大人の姿で登場するなど、設定は元作品と異なる。
日本版におけるヨッシーのパネポンの題名は『ヨッシーのたまご』『ヨッシーのクッキー』の後継作品としての印象を与えるとともに、パネポンが正式な略称であることを示した。日本国外ではゲーム内容が異なるにもかかわらずテトリスの名を冠しTetris Attack （テトリスアタック）の題名で販売された。タイトル画面やスタッフロール、製品の箱や説明書には、著作権表記とともに本作がテトリスの版権を管理するザ・テトリス・カンパニーの許諾を得ていること、さらに実際は関係ないもののTetris Attack Inspired by Original Tetris.（テトリスアタックはテトリスから発想を得た）の表記がされた。
手塚卓志、小田部羊一、近藤浩治らヨッシーアイランドのスタッフがキャラクター監修や追加曲の原曲提供者として、辻横由佳が追加曲の制作に参加した。日本国外版・日本版とも、著作権表記には任天堂だけでなくインテリジェントシステムズの社名も併記され、本作は著作権に初めて同社の社名が明記されたゲームソフトとなった。

### スーパーファミコン版
日本国外向けのスーパーファミコンに相当するSuper NES用ソフトとして再制作された『パネルでポン』の改変作品。北米ではゲームボーイ版とともに1996年8月に発売された。日本ではゲームボーイ版の発売記念及び拡販を目的とし、同年11月からサテラビュー用データ放送番組として供給が開始され、データ放送終了の2000年6月末まで再放送が繰り返された。放送開始当時のサテラビュー向けラジオ情報番組『ゲーム虎の超大穴』では、日本国内でも市販の検討がされたことが明らかにされた。
登場キャラクターをヨッシーアイランドのキャラクターに変更し、背景やBGMはパネルでポンからそのまま流用されたほか新たに製作・追加もされた。システム面ではオリジナル版に存在しなかったオプション機能を追加する、対戦モードにおけるコンピュータの思考パターンを変える、フォントに影を付ける、バグを解消するなど細部の改良が施され、マイナーチェンジ版とも言える内容となった。

### ゲームボーイ版
携帯ゲーム機ゲームボーイへの移植作品。日本では『ポケットモンスター 赤・緑』のヒットやそれに続くゲームボーイポケットの発売によりゲームボーイ市場が再び勢いを取り戻した1996年10月に発売された。2000年にはニンテンドウパワー書き換えソフトとしての供給も開始され、2007年のサービス終了まで供給が続けられた。いずれも内容に差異はない。2013年12月11日からニンテンドー3DSのバーチャルコンソール対応ソフトとして供給が開始された。
下位機種への移植となり開発は頓挫したが、任天堂開発第一部のスタッフによりメインプログラムが制作され、完成にこぎつけた。表示領域の狭いモノクロ画面を持つゲームボーイの特性と低容量のロムカセット容量から、ゲームフィールドの高さを従来の12段から9段へ縮小し、パネルのデザインやコンピュータ対戦モードのルールを変更する、フィールド内に現れるパネルの柄を最大6種までに減らす、登場キャラクターを削減する、演出を簡略化するなどの改変が施された。
本作はスーパーゲームボーイ対応ソフトだが、スーパーゲームボーイ使用時のゲーム画面は常に茶褐色で表示され、場面による配色の変更もされない。ゲーム画面外の枠「ピクチャーフレーム」にはスーパーファミコン版のメニュー画面や1人用ゲームの背景画像が流用された。

### ストーリー（ヨッシーのパネポン）
クッパとその手下がヨッシーアイランドを我が物にしようと魔法で雨を降らせ、島の住人達には互いにケンカをさせる魔法をかけた。唯一この魔法から免れたヨッシーは島の守り神から不思議な力を授かり、仲間にかけられた魔法を解きながらクッパ達の潜む洞窟へ向かう。
本作は本来ヨッシーの敵であるモンスターたちも仲間になっていくという、珍しい展開があるのが特徴となっている。

## ポケモンでパネポン
ゲームボーイカラーへの移植作品。キャラクターには当時『ポケットモンスター 金・銀』の発売により人気が再燃したポケットモンスターを採用し、ポケモンのキャラクターゲームとして制作・販売された。日本国外でのタイトルはPokémon Puzzle Challenge（ポケモンパズルチャレンジ）とされ、3DSのバーチャルコンソールでは、ヨッシーのパネポンがテトリスの商標の関係で日本のみで配信され、北米とヨーロッパではヨッシーのパネポンの代替で本作が配信された。
画面構成や基礎プログラムはゲームボーイ版ヨッシーのパネポンを元とし、ゲームボーイカラー専用ソフトとしたことで処理速度を向上させ、カーソルやパネルの挙動はスーパーファミコン版とほぼ同一となった。BGMにはポケットモンスター本編のアレンジ曲が使われた。
ゲームボーイカラー末期の作品とあって、次世代機のゲームボーイアドバンスの作品と見紛うほどの高解像度で色彩豊かなグラフィックとなっている。
シリーズで初めてバッテリーバックアップによるセーブ機能を採用し、ゲーム進行だけでなくハイスコアや最高連鎖数など細かな記録の保存を可能とした。ゲームモードには対人戦の練習を目的としたおじゃまアタックが加わり、対戦プレイにステージクリアモードが追加された。初心者向けには以前までの作品に見られたハードルの高さを取り払おうとアクティブ連鎖の練習を行うための「スローモード」が、上級者向けにはパネルが消えている間もせり上げができる「ばくはつせりあげ」が用意されるなど、様々な新要素が盛り込まれた。
元々はゲームボーイ対応の「パネルでポンGB」として開発されており、内部データにはリップなどのパネポンの登場人物のドット絵が残されていたり、
通信エラー時の画面が「パネルでポンGB」となっていたりするほか、カラー専用ソフトをカラー以外の本体（ポケットなど）に差し込んだ時に出る警告画面で特定のコマンドを入力すると
パネルでポンGBをプレイする事ができる。
日本のテレビCMには『ピカチュウげんきでちゅう』のテレビCMに登場し「ポケモンおじさん」として認知された綿引勝彦が再び起用された。おじさんが公園でポケットモンスター金・銀の攻略本を読んでいると、ゲームボーイカラーを持ち通信をしている2人の子供に気づく。ポケモン金銀で遊んでいるものと思い画面を覗き込むが、2人が遊んでいたのはポケモンでパネポンであった。おじさんはパネポンを新しいポケモンバトルと解釈する。

### ストーリー（ポケモンでパネポン）
『ポケットモンスター 金・銀』のシナリオをなぞった話となる。プレイヤーはチャンピオンを目指すポケモントレーナーの少年となり、ポケモンバトルをパネポンバトルに変え、自分のポケモンや対戦相手から譲り受けたポケモン達とともに各地のジムリーダー、四天王、さらにはチャンピオンに戦いを挑む。

## Pokémon Puzzle League
NINTENDO 64への移植作品。アニメ版『ポケットモンスター』のキャラクターを採用した。開発はアメリカ合衆国に存在する任天堂の開発子会社Nintendo Software Technology Corporationが担当し、インテリジェントシステムズと任天堂のスタッフは監修、効果音の提供などで制作に協力している。
北米では2000年9月に、ヨーロッパでは2001年3月に発売されたが、日本では発売されなかった。北米版の発売後、日本では「日本未発売のポケモンのゲームソフト」として一部雑誌で紹介された。当時の任天堂は雑誌などにおいてポケモンでパネポンの反響により日本での発売を検討すると明らかにしたものの発売を見送った。日本国内では洋ゲー販売店により北米版が輸入販売された。
これ以前に発売された『ポケットモンスター ピカチュウ』や『ポケモンスナップ』でもアニメのキャラクター設定をゲームへ取り入れる試みがされたが、本作はアニメのキャラクターゲームとして開発され、サトシをゲームの主人公に起用したことが特徴である。物語の要所に挿入されるムービーシーンのアニメやゲーム内のBGMは『劇場版ポケットモンスター ミュウツーの逆襲』と現地吹き替え版のサウンドトラックから流用した。ゲーム画面の構成やキャラクターの頭に多数のパネルが降り注ぐゲームオーバー時の演出はスーパーファミコン版パネルでポンとの類似点が見られる。パネルの柄には従来の星やハートなどの図形の他ポケモンの属性マークを用意し、プレイヤーの好みに応じ切り替えを可能とした。
ゲームのルールには左右の繋がった筒状のフィールド内でパネルを操作する3Dモードが初登場し、従来のルールには2Dモードの名が与えられた。3Dモードは1人用のVS.COMなど一部のゲームモードではプレイすることはできない。パズルモードには自作問題の作成機能も搭載され、ゲームモードの名称はエンドレスがMarathon（マラソン）と表記されるなどポケモンの世界観に合うよう変更された。

### ストーリー（Pokémon Puzzle League）
どこかのプールサイドでのんびりと休暇を楽しんでいたサトシとピカチュウ。そこへオーキド博士から連絡が入り、新しいポケモンバトルが開催されている事を聞かされる。2人は早速会場となるポケモンパズルリーグビレッジへ向かうが、ここでは仲間であるカスミとタケシを含んだポケモントレーナー達がパネポンバトルを繰り広げていた。

## NINTENDOパズルコレクション パネルでポン
『ドクターマリオ』『ヨッシーのクッキー』と共に『NINTENDOパズルコレクション』へ収録する形式により発売された。
当時の任天堂は据置機と携帯機の連動を推進しており、NINTENDOパズルコレクションにはゲームボーイアドバンスをゲームキューブのコントローラポートへ接続する周辺機器「GBAケーブル」が同梱された。GBAケーブルを使用するとゲームボーイアドバンスをゲームキューブ用コントローラとして使用でき、さらにパネルでポンでは練習版をゲームボーイアドバンスにダウンロードさせることもできる。ただしこの2作品は独立しており、スコア転送などの連携・連動機能は用意されていない。

### ニンテンドーゲームキューブ版
ゲームキューブ版は日本国内向けの据え置きゲーム機用作品としては8年振りの新作となった。1999年にNINTENDO64用ソフト『パネルでポン64』として発売予定が公表されその存在が明らかとされたが、画面写真などの詳細情報は一切公開されないまま、翌2000年には発売予定から取り消された。
本作は“Pokémon Puzzle League”のメインプログラムを流用し、登場キャラクターの差し替えや演出の大幅な変更を施したもので、スタッフロールに記された人名・ゲーム中の効果音・パネルのデザイン・パズルモードの問題や自作問題作成機能の一致にその名残が見られる。キャラクターグラフィックや掛け声、BGMなどの素材はインテリジェントシステムズと任天堂のスタッフが制作した。ゲームルールには“Pokémon Puzzle League”にも存在した3Dモードのほか、新たに4人同時対戦モードが追加された。
物語の舞台は1作目と同じ妖精の世界ポップルスとし、主人公にはリップの娘にあたる妖精の少女「花の妖精フリル」を起用した。VS.COMではフリルら妖精たち9人と勇者の少年「太陽の王子カイン」が、ポップルスを荒らす魔王サナトス一味や女神コーデリア、老魔女の姉妹を撃退する様子を描く。

### ゲームボーイアドバンス転送版
ゲームボーイアドバンス版はインテリジェントシステムズが新規に制作した。ここではフリルの相棒として登場した動物のププリが案内役を務める。ゲームキューブ版でププリは一切言葉を発しないが、この版のメニュー画面では考えたことがプレイヤーに伝わってしまうと述べ、放置すると自己紹介やフリルとの関係などさまざまなセリフを発する。
携帯ゲーム機版としては初めて据え置きゲーム機版と同じパネル6枚×12段分のゲームフィールドを採用した。ゲームモードにはエンドレスとおじゃまアタックの2ゲームを用意し、ポケモンでパネポンで導入されたばくはつせりあげなど多数のオプション機能、連鎖や同時消しのデモプレイ「すごいデモ」を収録した。外出先での練習を目的とした内容となっており、過剰な演出やエンディングなどはない。

### ストーリー（NINTENDOパズルコレクション パネルでポン）
妖精の世界ポップルスに突然巨大な竜巻が発生し、世界中のありとあらゆる物を吸い込んでいった。花の妖精フリルも竜巻に巻き込まれ気を失う。目覚めたフリルは魔法をかけられ正気を失った仲間を救出しながら異変の原因を探り、ポップルスを我が物にしようと企む敵に立ち向かう。

## ドクターマリオ & パネルでポン
ゲームボーイアドバンスへの移植作品。マリオを主人公としたパズルゲーム『ドクターマリオ』とカップリングされ、『スーパーマリオブラザーズ』生誕20周年記念ソフトの1作としてゲームボーイミクロ本体と同日に発売された（初回出荷分には、20周年ロゴがプリント）。ただしパネルでポンにマリオは登場しない。希望小売価格はゲームボーイアドバンス用ソフトとしては最安値に設定された。日本国外におけるタイトルはDr. Mario& Puzzle League （ドクターマリオ アンド パズルリーグ）とされた。
NINTENDOパズルコレクションのゲームボーイアドバンス転送版を元にゲームモードの追加が施された。以前までの作品に登場した作品固有のキャラクターや、連鎖時の掛け声など演出要素は排除され、ゲーム中の背景とBGMをプレイヤーの好みに応じて選択する形式が取られた。日本版では背景の一種としてゲームボーイアドバンス転送版に登場したププリの絵も用意されたが、ププリの鳴き声は削除された。ステージクリアモードはボスステージが各ラウンドの最終問題に設定され、総ステージ数も今までの32問から30問に減少した。VS.コンピュータでは勝ち抜き式の物語展開がなくなり、コンピュータと1回対戦するのみとなった。ここではプレイヤー自らコンピュータの強さを20段階から選び、さらにハンディキャップ、ゲームスピードを設定する。本作からタイムの計測が従来の1秒単位から100分の1秒単位に変更された。
プレイヤー同士で対戦をする場合にはカートリッジが2本必要となる。カートリッジ1本のみの対戦プレイには対応していないが、他の本体に体験版をダウンロードさせる機能「プレゼント」が用意された。この体験版はタイトル画面が変更されている他はNINTENDOパズルコレクションの転送版と同一である。
パネルでポンのステージクリア、またはDr.マリオのオリジナルLv20においてエンディングを見ると、画面を縦にして遊ぶ「たてモード」が追加される。この表示モードは通常の横表示よりパネルやカーソルが大きく表示される利点がある。ただし遊べるゲームモードは1人用のエンドレス、スコアアタック、おじゃまアタックのみに制限され、使用する本体によっては操作が難しい場合がある。

## パネルでポンDS
ニンテンドーDSへの移植作品。北米では“Planet Puzzle League”（プラネット パズルリーグ）の題名でTouch! Generationsの1作として発売されて、欧州では“Puzzle League DS”（パズルリーグ ディーエス）の題名で発売された。日本ではTouch! Generationsに含まれていないが、テレビCMやパッケージデザインは同シリーズの表現手法を流用した。
『ドクターマリオ&パネルでポン』から始まったキャラクター排除路線第2作となり、画面構成は未来をテーマとし、より単純にデザインされた。日本版ではこれまでのシリーズ作品で配色やデザインが統一されていたタイトルロゴを一新し、ゲームモード名はすべてカタカナ表記された。ゲーム画面の背景と音楽、パネルの柄は複数用意されており、一部のゲームモードを除き好みの物を選択することができる。作品固有のキャラクターは用意されていないが、日本版では条件を満たすとスーパーファミコン版の主人公である花の妖精リップの背景と音楽が追加される。
操作方法には従来のボタン操作のほかタッチペンによるパネルの直接操作を追加し、全てのゲームモードにおいて画面の縦表示を可能とした。パネルの落下速度を遅くする、連鎖ヒントを表示させる、フィールド内に現れるパネルの柄を最大6種までに減らすなどの方法により難度を引き下げた。また、VS COMは勝ち抜き制が復活した（ステージ10までで、好きなステージから開始できる）。ゲームモードには3つのゲームを1日1回のみプレイし得点の推移をグラフの形式で記録する「マイニチプレイ」が追加された。従来の「スコアアタック」は、新たに追加された「オジャマアタック」「セリアゲアタック」とともに「タイムアタック」モードへ内包された。新モードのセリアゲアタックは2分間でゲームオーバーにならずにどこまでパネルをせり上げられるかを競うモード。
ニンテンドーWi-Fiコネクションに対応し、シリーズで初めてネットワーク通信対戦機能を搭載した。相手を特定しない対戦では勝敗記録がされない「フリーVS」、初心者のみ参加できる「ビギナーVS」、本体に登録した誕生日ごとに成績順位集計が行われる「バースデーVS」の3種が用意された。
対戦プレイには「アイテムパネル」を導入した。アイテムパネルを同色のパネルと混ぜて消去すると様々な効果が発生する。
- フィーバー:炎の描かれたパネル。しばらくの間無敵になり、消したパネルが全て連鎖扱いとなる。
- 3カラー:3つの四角が描かれたパネル。一定時間パネルが赤・青・緑だけになる。
- リフレクト:矢印と棒が描かれたパネル。自分のおじゃまパネルを全て相手に送り返す。
- シェイク:矢印の円が描かれたパネル。敵全員のパネルを一定時間シャッフルし続ける。攻撃されている間も操作可能。
- パラライズ:電気の火花が描かれたパネル。相手のランダムな横一列に電流を流し、操作できなくする。
- グレイ:大きなXの描かれたパネル。相手のパネルの一部を隠す。隠されたパネルを消すことはできない。

## ちょっとパネルでポン
ニンテンドーDSi専用ダウンロードソフトニンテンドーDSiウェアとして配信。『パネルでポンDS』から1人用のエンドレス・ステージクリア・スコアアタック・VS COMの4モードを抜粋している。『パネルでポンDS』ではタイムアタックの1ゲームとしてスコアアタックが収録され、他にオジャマアタックとセリアゲアタックが用意されたが、本作ではスコアアタックのみの収録とされた。VS COMはおじゃまパネルの送り合いによる対戦のみとなり、スコアアタックとステージクリアモード、他のDS本体やニンテンドーWi-Fiコネクションによるネットワーク通信対戦機能は用意されていない。

## パネルでポンと妖精キャラクター
第1作『パネルでポン』の特徴として、少女向けアニメや少女漫画、特に魔法少女作品の影響を多分に受けたデザインのキャラクターたちが挙げられる。『ファミコン通信』のクロスレビューでは任天堂とキャラクターとのギャップが指摘され、ユーズド・ゲームズによる制作者インタビューではインタビュアーにより「任天堂らしくないキャラクター」と表現された。それまで日本国内で発売された任天堂のゲームにはこのようなデザインのキャラクターは存在せず、女の子を主人公にした作品も見られなかったが、低年齢層や女性層の獲得を目的として導入された。
これらのキャラクターはパネルでポンのために制作されたキャラクターではなく、元々は村松による没企画作品のキャラクターだった。その存在を知る山上がマリオやヨッシーに替わる新たなキャラクターとして目を付け、横井へ導入を持ちかけた。山上は横井へキャラクターを見せた際に「これかぁ」と言われ嫌な顔をされたが結局採用は許可された、と笑いを交えながら語っている。
ゲームキューブ版に登場する妖精たちの多くは、その髪や服装・装飾などにスーパーファミコン版の妖精たちとの類似点が見られる。発売後にゲームキューブ版の主人公フリルはスーパーファミコン版の主人公リップの娘であることが雑誌や攻略本で公表された。しかし、ゲーム内ではリップたち先代の妖精は一切登場せず、リップとフリルの関係についても触れられることはない。敵キャラクターにはスーパーファミコン版のキャラクターと同じ名を持つ「魔王サナトス」「女神コーデリア」が登場するが、彼らの容姿やキャラクター設定はスーパーファミコン版と異なる。
2008年発売のWii用ソフト『キャプテン★レインボー』にはリップが登場する。このゲーム内では主人公のニックを「おにいたん」と呼ぶ、魔法の呪文を唱える、花粉症で鼻水を垂らすなど、原作のパネルでポンにはない特徴や性格が与えられた。発売前に公表されたプロモーション用の動画ではギフトピアのキャラクターでもあるロボット警官のマッポが登場し、リップを「勘違い娘」「うるさくて最悪」「ドジっ子を装っている」などと紹介するとともに、「キャプテン★レインボーは萌えキャラゲームではない」と発言した。ゲームファンを中心にこれらのキャラクターを題材としたイラスト・漫画・同人誌・小説の作成など二次創作活動も行われ、インテリジェントシステムズの公式ページではそれらの一部が公開されている。

## 他製品との関連
以下の任天堂及びインテリジェントシステムズの製品にはパネルでポンのキャラクターや作品を連想させる要素が登場する。
ファイアーエムブレム
同一開発元のシミュレーションRPGシリーズ。パネルでポンの連鎖時に鳴るファンファーレはファイアーエムブレムシリーズ1-3作目の宝箱を開けた時、およびレベルアップ時のファンファーレを流用・改変したものである。
ファイアーエムブレム 聖戦の系譜
闘技場内に「リップ」の名を持つユニットが2回登場する。
サテラQ
サテラビュー用番組として放送された音声・データ連動クイズ番組。1998年春放送分のタイトル画面で、リップはマリオやクッパらとの共演を果たした。これはゲーム内の画像と公式イラストを切り貼りしただけのものだが、番組制作スタッフの「春だから花」との単純な思い付きにより実現したことが番組内で明かされた。
スーパーファミコンウォーズ
長音記号の変更と漢字の追加を施した上でフォントを流用した。
マリオストーリー
花の育成を趣味とするキノピオの少女「リップ」が登場する。ゲーム内でプレイできるミニゲームには「パネルでゴー」「たたいてポン」の名が付けられた。
ニンテンドー ゲームキューブ取扱説明書
日本国内向けのゲームキューブに同梱された取扱説明書の初版には、架空のゲームソフトを使用したメモリーカード管理画面の画像が掲載された。このファイルアイコンにはマリオやカービィのほか、パネルでポンの妖精9人の画像も使用された。
大乱闘スマッシュブラザーズシリーズ
- シリーズ2作目『大乱闘スマッシュブラザーズDX』以降の作品では、ゲーム内の攻撃アイテムの1つとして、リップの持つ魔法のステッキが「リップステッキ」の名で登場する。プレイヤーキャラクターのカービィがストーンの技を使用すると花柄のおじゃまパネルに変身する場合がある。
- 『大乱闘スマッシュブラザーズDX』では、プレイヤーの名前を登録する際に「おまかせ」を選択すると、「リップ」ほか『パネルでポン』の登場人物名が入力される場合がある。
- シリーズ3作目『大乱闘スマッシュブラザーズX』では、収集要素「シール」として、『NINTENDOパズルコレクション』の公式イラスト「フリル」「セシル」「ピュア」「サラ」「パネル（赤）」が登場する。対戦ステージ「ピクトチャット」における音楽の1つにはSFC版の主人公リップのテーマ曲のアレンジが用意された。

キャプテン★レインボー
このゲームの舞台となるミミン島の住人の1人としてリップが登場する。
とびだせ どうぶつの森 amibo+
ゲーム内でNewニンテンドー3DSの家具を入手するとミニゲーム「どうぶつの森パネポン」がプレイ可能になる。
「パネポン村」の村長の座をかけて戦うという1人用ゲームで、パネルは果物をモチーフにした柄になっている。

## 登場キャラクター
対戦プレイの際にはゲーム開始前に好みのキャラクターを選択する。キャラクターに能力差は付けられておらず、どのキャラクターを選択してもゲームの難易度は変わらない。

### パネルでポン / ヨッシーのパネポン
この並びはVS.COMでの登場順となる。ヨッシーキャラクターに変更される際は極力背景イメージに沿ったキャラクターが当てはめられた。*印の付いたキャラクターはゲームボーイ版には登場しない。
| ステージ | パネルでポン                        | ヨッシーのパネポン                                               |
| -------- | ----------------------------------- | ---------------------------------------------------------------- |
| 主人公   | 花の妖精 リップ (Lip)               | ヨッシー (Yoshi) チビヨッシー (Little Yoshi)                     |
| 1        | 風の妖精 ウィンディ (Windy)         | ジュゲム (Lakitu) *あほーどり (Goonie)                           |
| 2        | 氷の妖精 シャーベット (Sharbet)     | ターくん (Bumpty) *ゆきだるま (Dr.Freezegood)                    |
| 3        | 緑の妖精 ティアナ (Thiana)          | ポチ (Poochy) *おさる (Grinder)                                  |
| 4        | 宝石の妖精 ルビー (Ruby)            | ハナちゃん (Flying Wiggler) *にこプーフラワー(Eggo-Dil)          |
| 5        | 水の妖精 エリアス (Elias)           | ゲロゲーロ (Froggy) *カニスキー (Clawdaddy)                      |
| 6        | 炎の妖精 フレア (Flare)             | ビッグウンババ (Gargantua Blargg) *ボーボーヘイホー (Flamer Guy) |
| 7        | 海の妖精 ネリス (Neris)             | ノモズ (Lunge Fish) *プクプク (Flopsy Fish)                      |
| 8        | 月の妖精 セレン (Seren)             | ビッグキューちゃん (Raphael Raven) *ヘイホー (Shy-Guy)           |
| 9        | ビッグバード フェニックス (Phoenix) | ビッグノコノコ (Hookbill Koopa)                                  |
| 10       | モンスター ドラゴン (Dragon)        | ビッグパックン (Naval Piranha)                                   |
| 11       | 魔王 サナトス (Sanatos)             | カメック (Kamek) *コカメック (Kamek's toady)                     |
| 12       | 女神 コーデリア (Corderia)          | クッパ (Bowser)                                                  |

リップ
花の妖精。SFC版の主人公。まだまだ未熟な妖精であり、魔法を使ったり戦ったりするため自分専用の杖が必携。
HARD以上のエンディングにて、実はコーデリアの娘だったことが明らかになる。
ウィンディ
リップが最初に戦う風の妖精。
シャーベット
氷の妖精。一人称は「ボク」。妖精たちの中では、最も幼い。
ティアナ
緑の妖精。森を愛しており、仲良しのリスたちと遊ぶのが大好き。
ルビー
宝石の妖精。唯一羽がある。面倒見がよく影のリーダーではないかという噂もあるが、本人にはその自覚がない。
エリアス
水を司るロマンチスト妖精。歌が得意。名前の由来は水瓶座（アクエリアス）。
フレア
男勝りで情熱的な炎の妖精。集中すると周りは目に入らない。曲がったことが大嫌いで、非常に短気。
ネリス
エリアスと仲良しの海の妖精。エリアス共々歌好き。人魚の姿をしている。
セレン
月の妖精。妖精たちのリーダーで、一番年上のお姉さん。名前の由来はセレーネー。
フェニックス
ビッグバード。妖精たちに全員勝利した後、最初のボスとしてリップ達の前に現れる。
ドラゴン
デス・マウンテンに潜む巨大なモンスターで、フェニックスの上司。その正体はコーデリアが生み出した幻。
サナトス
ステージクリアモードでも登場する悪の王。モンスターを率いる。その強大な力にはどんなモンスターも震え上がると言われる。
コーデリア
SFC版の最終ボスで、真の黒幕。サナトス率いるモンスター軍団を生み出し世界に災いをもたらした上、妖精たちの醜い争いを巻き起こすなどポップルスを混乱に陥れた張本人。冷酷な性格で、本気を出せばサナトスをも圧倒する力を秘めている。1度もコンティニューせずにクリアすると、「私より強い妖精に出会えるなんて」と自身も元々は妖精であったことを示唆するような言葉を残す。
その正体はポップルスの女王で、リップの母親。そして本作の事件は彼女が王位継承のために自ら作った幻であるサナトス率いるモンスターを操ってポップルスに災いをもたらし、妖精達を試そうとしていたに過ぎず、自身に悪意はなかった。この為に取る仮の姿が最終ボスである「女神コーデリア」であり、本来の性格は非常に優しく、リップたちの活躍を素直に褒める誠実さも持っている。

### NINTENDOパズルコレクション パネルでポン / Pokémon Puzzle League
この並びはVS.COMでの登場順となる。この2作品間で背景やBGMの流用はされていない。Pokémon Puzzle Leagueのキャラクターはそれぞれ3匹のポケモンを持ち、対戦時に好みの1匹を選択する。
| ステージ | NINTENDOパズルコレクション パネルでポン | Pokémon Puzzle League |
| -------- | --- | --- |
| 主人公   | 花の妖精 フリル (Furil) | サトシ (Ash) ピカチュウ・ゼニガメ・フシギダネ                                                                                 |
| 1        | 氷の妖精 ティンク (Think) | シゲル (Gary) クラブ・ガーディ・ニドラン♀                                                                                     |
| 2        | 宝石の妖精 ピュア (Pure) | タケシ (Brock) ロコン・イシツブテ・ズバット                                                                                   |
| 3        | 水の妖精 セシル (Cecil) | カスミ (Misty) タッツー・コダック・ヒトデマン                                                                                 |
| 4        | 炎の妖精 レイア (Rayea) | マチス (Lt. Surge) サンダース・ライチュウ・レアコイル                                                                         |
| 5        | 風の妖精 ソフィア (Sophia) | エリカ (Erika) モンジャラ・ウツドン・クサイハナ                                                                               |
| 6        | 緑の妖精 リンゼ (Rinze) | キョウ (Koga) モルフォン・ビリリダマ・ゴルバット                                                                              |
| 7        | 海の妖精 ナティア (Nathia) | ナツメ (Sabrina) ケーシィ・スリーパー・フーディン                                                                             |
| 8        | 月の妖精 サラ (Sala) | カツラ (Blaine) ウインディ・リザード・ブーバー                                                                                |
| 9        | 太陽の王子 カイン (Kain)（ライオン (Lion)） | ケンジ (Tracey) マリル・コンパン・ストライク                                                                                  |
| 10       | ドラゴン キックチョップ (KickChop) | ロケット団 (Team Rocket) ムサシ (Jessie)、コジロウ (James)、ニャース (Meowth) マタドガス・アーボック・ゴルバット              |
| 11       | マジシャン ジョーカー (Joker) | サカキ (Giovanni) サンドパン・ペルシアン・ニドキング                                                                          |
| 12       | 魔王 サナトス (Sanatos) | ヒロシ (Ritchie) レオン(Sparky)、ジッポ(Zippo)、パピー(Happy) *それぞれ手持ちのピカチュウ・ヒトカゲ・バタフリーにつけた名前。 |
| 13       | 女神 コーデリア (Corderia) | カンナ (Lorelei) パルシェン・ジュゴン・ニョロゾ                                                                               |
| 14       | クジラのジルバ | シバ (Bruno) イワーク・エビワラー・オコリザル                                                                                 |
| 15       | 魔女三姉妹 おばば ミンギリ (Mingiri)、ヒンダリ (Hindari)、マンガリ (Mangari) *HARDをノーコンティニューでステージ14までクリアするか、S- HARD以上をクリアすると出現。 | シゲル (Gary) キングラー・ウインディ・ニドクイン *手持ちのポケモンを進化させ再登場。                                          |
| 16       | *ステージ16は無し | ミュウツー (Mewtwo) ピカチュウ・ゼニガメ・フシギダネのクローン                                                                |

フリル
花の妖精。GC版の主人公。リップの娘で、母のものと同じ杖を持っている。姿はリップと瓜二つ。
ティンク
氷の妖精。いたずら好きのおしゃまさん。お団子ヘアが特徴。
ピュア
宝石の妖精。明るくおちゃめな性格。ティンクと仲が良い。
セシル
水の妖精。おっとりしていてロマンチストで、歌が大好き。
レイア
炎の妖精。名前の由来はギリシャ神話の大地の女神レアー。
ソフィア
風の妖精。優しくて面倒見がよく、雲に乗っている。瞳は角度で色が変わる。
リンゼ
緑の妖精。知的で動物の言葉を話せる。
ナティア
海の妖精。海のように広い心を持つ、みんなのお母さん的存在。ネリスと同じく人魚の姿をしている。
サラ
月の妖精。フリルの代では一番年上のお姉さん。
カイン
太陽の王子。唯一の男の子の妖精である。おばばの策略で醜いライオンの姿になってしまう。
キックチョップ
二つ首のドラゴンのボス。砦を守っている。
ジョーカー
ピエロの姿をしたボス。笛を吹いている。
サナトス
前作に続きステージクリアモードでボスを務める。本作では容姿と設定が少し変わっている。
ジルバ
ポップルスで幸せの象徴とされる伝説の鯨。おばばに目玉を奪われ暴走し、手がつけられなくなってしまう。
おばば（ミンギリ、ヒンダリ、マンガリ）
GC版の黒幕。老齢の魔女三姉妹。悪の根源とされる。美しい女神コーデリアに化けて「聖なる目玉」を奪い世界を支配しようとするが、却ってジルバが制御できなくなったため、ジルバを正気に戻し世界を救ったフリルにその怒りをぶつける。
サトシ
ポケットモンスターの主人公。マサラタウン出身。世界一のポケモンマスターを目指すため、相棒のピカチュウと共に旅をしている。
シゲル
サトシのライバルで、オーキド博士の孫である。
タケシ
サトシの旅の仲間。ニビジムのジムリーダー。岩タイプの使い手。ポケモンブリーダーを目指している。
カスミ
サトシの旅の仲間。ハナダジムのジムリーダーで、4姉妹の末っ子。水タイプの使い手で、水ポケモンマスターになるのが夢。
マチス
クチバシジムのジムリーダー。電気タイプの使い手。
エリカ
タマムシジムのジムリーダー。草タイプの使い手。
キョウ
セキクチジムのジムリーダー。毒タイプの使い手。
ナツメ
ヤマブキジムのジムリーダー。エスパータイプの使い手。
カツラ
グレンジムのジムリーダー。炎タイプの使い手で、クイズが大好き。
ケンジ
サトシの旅の仲間で、ポケモンウォッチャー。
ロケット団（ムサシ・コジロウ・ニャース）
珍しいポケモンを狙う悪の組織。ニャースは人語を話せる上に、ポケモンの通訳ができる。
サカキ
トキワジムのジムリーダーで、ロケット団のボス。地面タイプの使い手で、ペルシアンをペットにしている。
ヒロシ
サトシのもう一人のライバル。相棒はピカチュウのレオン。
カンナ
四天王の一人。氷タイプの使い手。
シバ
四天王の一人。格闘タイプの使い手。
ミュウツー
本作の最終ボスの伝説のポケモン。コピーポケモンを操る。性格や設定は『ミュウツーの逆襲』のものに近い。